# Pseudocyclanthera
Pseudocyclanthera es un género con una especie, Pseudocyclanthera australis (Cogn.) Mart.Crov., de plantas con flores de la familia Cucurbitaceae. 